# Abacus Research
Die Abacus Research AG ist ein inhabergeführtes Schweizer Softwareunternehmen mit Hauptsitz im St. Gallischen Wittenbach. Nach Umsatz und mit 65'000 Kunden sowie einem Netz von 85 Vertriebspartnern ist Abacus das grösste schweizerische Softwareunternehmen im Schweizer ERP-Markt.
Tätigkeitsschwerpunkt ist die Entwicklung von Software zur Abwicklung sämtlicher Geschäftsprozesse eines Unternehmens wie Buchhaltung, Personalwesen, Vertrieb, Einkauf, Produktion, Lager, Projekt- und Servicemanagement. Der Name Abacus Business Software steht für ein integriertes betriebswirtschaftliches Standardsoftwarepaket, auch Abacus ERP genannt. Abacus wurde 1985 durch Absolventen der Universität St. Gallen gegründet, die heute noch im Unternehmen tätig sind. Der Hauptsitz der Abacus Research AG befindet sich in Wittenbach. Weitere Niederlassungen bzw. Tochtergesellschaften befinden sich in Biel, Thalwil, Winterthur, Lugano, München, Hamburg und Stuttgart.

## Geschichte

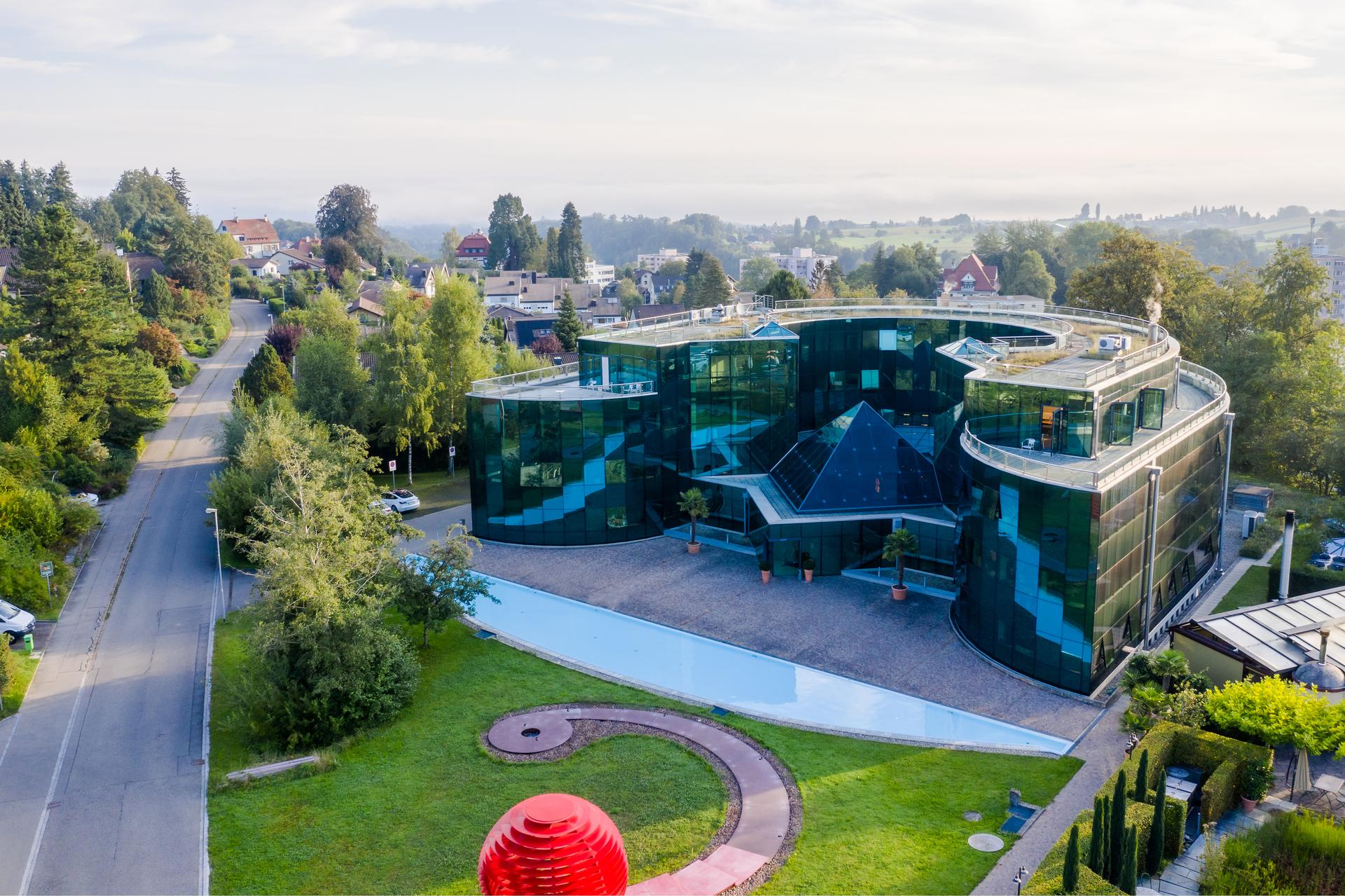
Das Hauptgebäude der Abacus Research AG

### Gründerphase
Die drei Absolventen der Universität St. Gallen, Claudio Hintermann, Thomas Köberl und Eliano Ramelli, gründeten am 21. Januar 1985 zusammen mit dem Treuhänder George Winkler die Firma Abacus Research AG. Sie entwickelten Programme, die Finanz- und Lohnbuchhaltung per Personal Computer ermöglichten. Die erste Entwicklung der Finanzbuchhaltungssoftware erfolgte bereits 1984. Die Programme waren als branchenunabhängige Standardsoftware konzipiert. Durch die Entwicklung von zusätzlichen Programmmodulen für die Auftragsbearbeitung, Fakturierung und Projektverwaltung etc. entstand eine integrierte ERP-Gesamtlösung.
Treuhandgesellschaften wie OBT AG, BDO AG, KPMG, Ernst & Young gehörten zu den ersten Kunden von Abacus. Die Abacus Business Software fand im Markt für kleine und mittlere Unternehmen eine schnelle Verbreitung.
Der Firmensitz wurde im Jahr 1987 aus der Studentenwohnung an die Rorschacherstrasse 170 in St. Gallen verlegt, wo ein erstes Büro angemietet wurde.

### Erste Generation (MS-DOS, 1985–1994)
Nach der Lancierung der Finanzbuchhaltung im Jahr 1985 für das DOS-Betriebssystem folgte 1987 die Lohnbuchhaltung unter der Leitung von Daniel Senn, der 1991 Partner des Unternehmens wurde, gleichzeitig auch in der Geschäftsleitung Einsatz nahm und seitdem die applikatorische Programmentwicklung verantwortet.
Als Programmiersprache und Datenbank wurde DataFlex von Data Access Corp. USA verwendet.
In Luzern wurde 1987 die erste Schwestergesellschaft gegründet. Die Abacus Systems Luzern AG spezialisierte sich in der Startphase auf den Vertrieb der Abacus Software auf DEC/VAX-Systemen.
1990 wurde für die Weiterentwicklung der Auftragsbearbeitungssoftware unter der Leitung von Roland Günther und Meinrad Egger die Schwesterfirma Abacus Software Design AG gegründet. Diese wurde dann im Jahr 2011 mit der Abacus Research fusioniert.

### Zweite Generation (Windows, 1994–2006)
1994 wurde die erste Windows-Version der Abacus Software ausgeliefert. Das Lohnbuchhaltungsprogramm wurde 1996 von Microsoft als erste Lohnsoftware der Schweiz mit dem Label «Designed for Windows 95» ausgezeichnet.
Als Alternative zur Dataflex-Datenbank wurde mit der Programmversion 1996 die Client/Server-Datenbank Btrieve ausgeliefert. Zudem werden erste Programmkomponenten wie die Adressverwaltung mit der Programmiersprache Delphi entwickelt. Die Version 1996 wies zudem erstmals den integrierten Microsoft Internet Explorer auf, wodurch der Anschluss der Software ans Internet realisiert wurde.
Das Marktforschungsunternehmen DemoScope bestätigt in ihrer 1998 veröffentlichten Marktstudie Abacus als führende Schweizer Software-Anbieterin im KMU-Segment von 10 bis 500 Mitarbeitenden. Bei der Finanzsoftware wird für Abacus ein Marktanteil von 15 % und bei der Lohnsoftware einer von 17 % ausgewiesen.

### Dritte Generation (Version Internet, 2006–2018)
Erste webfähige Programmmodule auf Basis der ULC-Technologie von Canoo wurden mit der Version 2006 verfügbar. Dank der «Ultra Light Client»-Technologie beansprucht die Software für die Nutzung übers Internet nur eine geringe Bandbreite. Gleichzeitig startet der Umbau der Software auf Java-Technologie. Damit wird der plattformunabhängige Einsatz der Software sowohl Server-seitig wie auch auf den Clients möglich.
Mit der Version 2007 wurden erstmals die Finanzbuchhaltung und die Lohnsoftware als Ultra-Light-Client-Versionen verfügbar, wodurch Treuhändern die Möglichkeit eröffnet wurde, ihren Kunden in Form eines Software as a Service diese Programme zur Nutzung übers Internet zur Verfügung zu stellen. In einer im Mai 2011 veröffentlichten Umfrage unter ERP-Anbietern wurden für Abacus 3300 Installationen in den Branchen Handel und Produktion angegeben, vor Microsoft Dynamics NAV die grösste Anzahl in der Schweiz.

### Vierte Generation (Generation four, 2018–2021)
Die Programmversion 2018 mit dem Namen «Generation four» oder «G4» ist eine vollständig plattform-basierte ERP-Lösung. Ein wesentliches Merkmal von G4 ist die Vernetzung der verschiedenen Programmkomponenten via Cloud: ERP-Anwendungen, Portale wie MyAbacus, mobile Apps und Zeiterfassungssysteme sind nahtlos miteinander verbunden. Daten wie beispielsweise mobil erfasste Arbeitszeiten lassen sich mit dem zentralen ERP über das Internet automatisch synchronisieren. Die bisherige Datenbank Pervasive wurde durch c-tree von Faircom ersetzt. Diese bietet vor allem den Vorteil, dass die Abacus Software nun auch dank Unicode-Support nicht-westeuropäische Zeichensätze verarbeiten kann. Die Version G4 verfügt mit «MyAbacus» auch über ein überarbeitetes Mitarbeiterportal. Es befähigt Mitarbeitende und ihre Vorgesetzten zum Employee Self Service (ESS) beziehungsweise Management Self Service (MSS).

### Fünfte Generation (Abacus DEEP, ab 2021)
Abacus «DEEP» ermöglicht eine vollständig autonome Buchführung. Die fünfte Software-Generation bietet eine ERP-Plattform, welche eine Echtzeit-Buchhaltung ohne Papier zum Ziel hat. Dies bedeutet, dass Buchungsprozesse nur noch digital abgewickelt werden und Informationen den Kunden unmittelbar zur Verfügung stehen sollen. Deepbox ist eine Art elektronische Postbox, welche Dokumente, Informationen und Zahlungen zwischen Kunden, Lieferanten, Treuhändern, Banken, Versicherungen, Verwaltungen, aber auch Geräten respektive Liegenschaften und der Abacus Business Software als auch AbaNinja austauscht. Mit «Abacus DEEP» sollen sämtliche bisher manuell durchgeführten Buchungsprozesse eliminiert werden.

## Abacus ERP
Abacus ERP (als Oberbegriff für die ERP-Systeme von Abacus) ist die wesentliche Hauptproduktlinie des Schweizer Software-Unternehmens Abacus Research AG, die es seit 1985 vertreibt. Abacus bietet drei unterschiedliche Produktelinien an.

### Abacus Business Software
Mit der Abacus Business Software kann im Lizenzmodell der gesamte Funktionsumfang genutzt werden. Sowohl in der Variante On Premises als auch im Rechenzentrum als Software as a Service (SaaS).

### AbaWeb
AbaWeb ist die cloudbasierte Abacus Software, welche die Zusammenarbeit zwischen Unternehmen und dem AbaWeb-Anbieter (z. B. Treuhand- oder Vertriebspartner-Unternehmen) vereinfacht und optimiert. Dabei sind mit AbaWeb verschiedene Abacus Software-Module im Abonnement erhältlich und lassen sich individuell miteinander kombinieren.

### 21.AbaNinja
Bestandteil von swiss21.org. Swiss21 ist ein Paket an Business-Software aus der Cloud für Schweizer Kleinunternehmen, Startups und KMU.